# Nicolò Melli
Nicolò Melli (Régio da Emília), 26 de janeiro de 1991) é um basquetebolista profissional italiano que atualmente defende o Fenerbahçe que disputa a BSL (Turquia) e a EuroLiga.